# Вайсберг, Леонид Абрамович
Леони́д Абра́мович Ва́йсберг (20 июня 1944, Первоуральск, Свердловская область — 29 декабря 2020, Санкт-Петербург) — российский учёный, доктор технических наук, профессор, специалист в области динамики и прочности машин, нелинейной механики, теории и практики создания вибрационных технологий и машин, переработки твёрдых полезных ископаемых, академик РАН (2016).

## Биография
Родился 20 июня 1944 года в г. Первоуральске Свердловской области.
В 1967 году — окончил Днепропетровский горный институт (сейчас это Днепровская политехника).
С 1967 года работал в НИИ механической обработки полезных ископаемых «Механобр», где прошёл путь от инженера до научного руководителя и председателя совета директоров.
Основатель и бессменный научный руководитель инновационного предприятия — Научно-производственной корпорации «Механобр-техника».
Профессор и главный научный сотрудник Санкт-Петербургского горного университета.
В 2011 году — избран членом-корреспондентом РАН.
В 2016 году — избран академиком РАН.
Умер 29 декабря 2020 года в Санкт-Петербурге. Похоронен на Сестрорецком кладбище.
Жена — Наталья Березова.

## Научная деятельность
Вёл исследовательские работы в области обогащения минерального и техногенного сырья, а также динамики и прочности машин горно-обогатительного машиностроения, теории, расчёта, проектирования, практики использования и эксплуатации вибрационных машин и устройств, применяемых в горном деле, строительстве, переработке промышленных и коммунальных отходов.
Участвовал в проектировании, постройке и запуске в эксплуатацию обогатительных и агломерационных фабрик Новокузнецкого меткомбината, Запсибкомбината, Алмалыкского ГМК, Навоийского ГМК, Норильского ГМК, комбината Печенганикель, Якуталмаз, Алроса, комбината Эрдэнэт (Монголия) и других крупных комбинатов.
Автор 266 научных публикаций, из них 6 монографий, 70 авторских свидетельств и патентов на изобретения, промышленные образцы и полезные модели.

### Участие в научных организациях
- Почётный доктор Петрозаводского государственного университета, почётный профессор Санкт-Петербургского политехнического университета, Национального горного университета Украины[6] и НИТУ "МИСиС"[7].
- председатель правления старейшего научно-технического издания России — «Горного журнала» (издаётся с 1825 года)
- член редсовета журналов «Обогащение руд», «Строительные материалы», «Экология и промышленность России»
- член Высшего горного совета России

## Список избранных научных трудов[5]
- Общие принципы проектирования вибрационных машин. Машины для вибрационного разделения сыпучих смесей. Вибрационные грохоты (монография). Вибрации в технике: Справочник в 6 т.т. Т.4. Вибрационные процессы и машины / под ред. Э. Э. Лавендела. М., «Машиностроение», 1981 г.
- Проектирование и расчёт вибрационных грохотов (монография). Москва, издательство «Недра», 1986 г. 144 с.
- Вибрационное грохочение сыпучих материалов. Моделирование процесса и технологический расчёт грохотов. Санкт-Петербург. Механобр, 1994. (соавтор: Д. Г. Рубисов).
- Производство кубовидного щебня и строительного песка с использованием вибрационных дробилок (монография). Санкт-Петербург, изд. ВСЕГЕИ, 2004 г. (соавторы: В. А. Арсентьев, Л. П. Зарогатский, А. Д. Шулояков).
- Вибрационные дробилки. Основы расчёта, проектирования и технологического применения (монография). Санкт-Петербург, изд. ВСЕГЕИ, 2004 г. (соавторы: Л. П. Зарогатский, В. Я. Туркин).
- Просеивающие поверхности грохотов. Конструкции, материалы, опыт применения (монография). Санкт-Петербург, изд. ВСЕГЕИ, 2005 г. (соавторы: А. Н. Картавый, А. Н. Коровников).
- Измельчение. Энергетика и технология (монография). Москва. Издательский дом «Руда и Металлы», 2007 (соавторы: Г. Г. Пивняк, И. И. Кириченко, П. И. Пилов, В. В. Кириченко).
- Новые подходы к расчёту и моделированию вибрационных грохотов. Маркшейдерия и недропользование, 2013, № 1 (соавторы: К. С. Иванов, А. Е. Мельников).
- Исследование структуры порового пространства гнейсогранита методом рентгеновской томографии. Обогащение руд. 2013. № 3 (соавторы: Каменева Е. Е., Пименов Ю. Г., Соколов Д. И.).
- Motion of gas bubbles and rigid particles in vibrating fluid-filled volumes. Procedia IUTAM, Elsevier, 2012, pp. 43-50, DOI 10.1016, / j.piutam. 2013.04.007 (соавторы: I. I. Blekhman, L. I. Blekhman, V. S. Sorokin, L. A. Vaisberg, V. B. Vasilkov and K. S. Yakimova).

## Награды
- Медаль ордена «За заслуги перед Отечеством» II степени (2009)
- Орден Полярной Звезды Монгольской народной республики
- Заслуженный строитель Российской Федерации (2002)
- Благодарность Президента России (2015)
- Премия Правительства Российской Федерации в области науки и техники (в составе группы авторов, за 1998 год) — за работу «Вибрационная техника — научные основы, создание, серийное производство и широкое использование в народном хозяйстве»[9]
- Премия Правительства Российской Федерации в области науки и техники (в составе группы авторов, за 2009 год) — за создание и внедрение энерго- и ресурсосберегающей технологии и оборудования для дезинтеграции минерального сырья в горной промышленности[10]
- Национальная премия имени В. И. Вернадского (2015)[11]
- Премии имени А. П. Карпинского и А. Н. Крылова (2014, 2019)[12]
- Премии Правительства Санкт-Петербурга «За интеграцию науки, производства и образования» (2014, 2016)[13][14]
- «Горняк России»
- Патриарший Знак святой великомученицы Варвары (2012) — за вклад и внимание к труду по духовно-нравственному выздоровлению общества и духовному возрождению России[15]